# Nechválova Polianka
Nechválova Polianka es un municipio del distrito de Humenné en la región de Prešov, Eslovaquia, con una población estimada a final del año 2024 de 104 habitantes.
Se encuentra ubicado al sureste de la región, cerca de los ríos Cirocha y Laborec (cuenca hidrográfica del río Tisza) y de la frontera con la región de Košice.

## Demografía
| Año        | 1994 | 2004     | 2014     | 2024     |
| ---------- | ---- | -------- | -------- | -------- |
| Población  | 165  | 127      | 83       | 104      |
| Diferencia |      | −23,03 % | −34,64 % | +25,30 % |

| Año        | 2023 | 2024    |
| ---------- | ---- | ------- |
| Población  | 107  | 104     |
| Diferencia |      | −2,80 % |